# Monarcha rubiensis
Monarca-ruivo (Monarcha rubiensis) é uma espécie de ave da família Monarchidae.
Pode ser encontrada nos seguintes países: Indonésia e Papua-Nova Guiné.
Os seus habitats naturais são: florestas subtropicais ou tropicais húmidas de baixa altitude.